# هيو وات (سياسي)
هيو وات هو دبلوماسي وسياسي نيوزيلندي، ولد في 19 مارس 1912 في برث في أستراليا، وتوفي في 4 فبراير 1980 في أوكلاند في نيوزيلندا. نشط حزبياً في حزب العمال النيوزيلندي.

## مناصب
- انتخب نائب رئيس وزراء نيوزيلندا [الإنجليزية]‏ (8 ديسمبر 1972 – 1 سبتمبر 1974).
- انتخب رئيس وزراء نيوزيلندا (1 سبتمبر 1974 – 6 سبتمبر 1974).
- انتخب عضو المجلس الخاص بالمملكة المتحدة  [لغات أخرى]‏.
- انتخب عضو مجلس النواب النيوزيلندي ‏.